# Abstracto y concreto
En metafísica, la distinción entre abstracto y concreto se refiere a una división entre dos tipos de entidades. Muchos filósofos sostienen que esta diferencia tiene un significado metafísico fundamental. Ejemplos de objetos concretos incluyen plantas, seres humanos y planetas, mientras que cosas como números, conjuntos y proposiciones son objetos abstractos.  No existe un consenso general sobre las características de lo concreto y lo abstracto. Entre las sugerencias más populares está la de definir la distinción en términos de la diferencia entre (1) existencia dentro o fuera del espacio-tiempo, (2) tener o no causas y efectos, (3) tener existencia contingente o necesaria, (4) ser particular o universal y (5) pertenecer al reino físico o al mental o a ninguno de los dos.    A pesar de esta diversidad de puntos de vista, existe un amplio acuerdo sobre si los objetos son abstractos o concretos.Así, en la mayoría de las interpretaciones, todas estas opiniones coincidirían en que, por ejemplo, las plantas son objetos concretos, mientras que los números son objetos abstractos.
Los objetos abstractos se utilizan con mayor frecuencia en filosofía y semántica  A veces se les llama abstractas en contraste con concretas. Se dice que el término objeto abstracto fue acuñado por Willard Van Orman Quine.  La teoría de los objetos abstractos es una disciplina que estudia la naturaleza y la función de los objetos abstractos. Sostiene que las propiedades pueden relacionarse con los objetos de dos maneras: mediante la ejemplificación y mediante la codificación. Los objetos concretos ejemplifican sus propiedades, mientras que los abstractos se limitan a codificarlas. Este enfoque también se conoce como estrategia de la cópula dual.

## En filosofía
La distinción tipo-token identifica objetos físicos que son tokens de un tipo particular de cosa.  El "tipo" del que forma parte es en sí mismo un objeto abstracto. La distinción abstracto-concreto suele introducirse y entenderse inicialmente en términos de ejemplos paradigmáticos de objetos de cada tipo:
| Abstracto                              | Concreto                                                 |
| -------------------------------------- | -------------------------------------------------------- |
| Tenis                                  | Un partido de tenis                                      |
| Enrojecimiento                         | La luz roja se refleja en una manzana y golpea los ojos. |
| Cinco                                  | Cinco autos                                              |
| Justicia                               | Una acción justa                                         |
| Humanidad (la propiedad de ser humano) | Población humana (el conjunto de todos los humanos)      |

Los objetos abstractos a menudo han despertado el interés de los filósofos porque plantean problemas a las teorías populares. En ontología, los objetos abstractos se consideran problemáticos para el fisicalismo y algunas formas de naturalismo. Históricamente, la disputa ontológica más importante sobre los objetos abstractos ha sido el problema de los universales. En epistemología, los objetos abstractos se consideran problemáticos para el empirismo. Si lo abstracto carece de poderes causales y de localización espacial, ¿cómo sabemos de ellos? Es difícil decir cómo pueden afectar a nuestras experiencias sensoriales y, sin embargo, parece que estamos de acuerdo en una amplia gama de afirmaciones sobre ellas.
Algunos, como Ernst Mally,Edward Zalta y posiblemente Platón en su Teoría de las Formas, han sostenido que los objetos abstractos constituyen la materia definitoria de la metafísica o de la investigación filosófica en sentido más amplio. En la medida en que la filosofía es independiente de la investigación empírica, y en la medida en que las cuestiones empíricas no informan de las cuestiones sobre lo abstracto, la filosofía parecería especialmente adecuada para responder a estas últimas cuestiones.
En la filosofía moderna, la distinción entre abstracto y concreto fue explorada por Immanuel Kant  y GWF Hegel . 
Gottlob Frege decía que los objetos abstractos, como los números, eran miembros de un tercer reino,  diferente del mundo externo o de la conciencia interna.  (Ver Los tres mundos de Popper ).

### Objetos abstractos y causalidad.
Otra propuesta popular para trazar la distinción abstracto-concreto sostiene que un objeto es abstracto si carece de poder causal. Un poder causal tiene la capacidad de afectar causalmente a algo. Así, el conjunto vacío es abstracto porque no puede actuar sobre otros objetos. Uno de los problemas de este punto de vista es que no está claro qué significa exactamente tener poder causal. Para un análisis más detallado de la distinción abstracto-concreto, véase el artículo correspondiente de la Enciclopedia de Filosofía de Stanford.

### Entidades cuasi abstractas
Recientemente, ha habido cierto interés filosófico en el desarrollo de una tercera categoría de objetos conocidos como cuasi-abstractos. Los objetos cuasi-abstractos han suscitado especial atención en el ámbito de la ontología social y la documentalidad. Algunos argumentan que la excesiva adhesión a la dualidad platonista de lo concreto y lo abstracto ha llevado a que una gran categoría de objetos sociales haya sido pasada por alto o rechazada como inexistente porque presentan características que la dualidad tradicional entre lo concreto y lo abstracto considera incompatibles. En concreto, la capacidad de tener ubicación temporal, pero no espacial, y de tener agencia causal (aunque sólo sea actuando a través de representantes). Estas características las presentan una serie de objetos sociales, incluidos los Estados del sistema jurídico internacional.

## Pensamiento concreto y abstracto en psicología
Jean Piaget utiliza los términos "concreto" y "formal" para describir dos tipos diferentes de aprendizaje. El pensamiento concreto implica hechos y descripciones sobre objetos tangibles y cotidianos, mientras que el pensamiento abstracto ( operacional formal ) implica un proceso mental.
| Idea abstracta                                    | idea concreta                                                                          |
| ------------------------------------------------- | -------------------------------------------------------------------------------------- |
| Las cosas densas se hunden.                       | Se hundirá si su densidad es mayor que la densidad del fluido.                         |
| Inhalas oxígeno y exhalas dióxido de carbono.     | El intercambio de gases tiene lugar entre el aire de los alvéolos y la sangre.         |
| Las plantas obtienen agua a través de sus raíces. | El agua se difunde a través de la membrana celular de las células ciliadas de la raíz. |